# Chit Anbeh
Chit Anbeh (tiếng Ba Tư: چي تمبه, cũng được La Mã hóa là Chīt Anbeh, còn được gọi là Chitamba, Chītambū, Chīt Anbūh, và Chīt Boneh) là một ngôi làng ở quận Meydavud, quận Meydavud Tỉnh, Iran. Tại cuộc điều tra dân số năm 2006, dân số của nó là 1.189, trong 253 gia đình.
Chitanbeh nổi tiếng với gạo nên được gọi là Champa. Các gia đình chính ở ngôi làng ven sông này là Kolahkaj, Davoodi, Asghari, Abdali, Choromi, Mosavi và một số người mới đến ngôi làng yên tĩnh và đang phát triển này vào năm 2009.